# アーサー・プランケット (第8代フィンゴール伯爵)

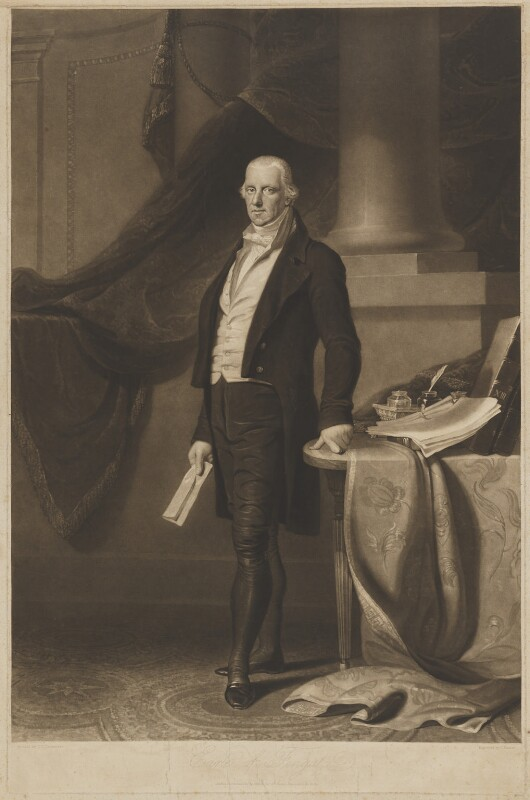
第8代フィンゴール伯爵の肖像画、1816年出版。トマス・クレメント・トムソンの作品に基づくメゾチント。

第8代フィンゴール伯爵アーサー・ジェームズ・プランケット（英語: Arthur James Plunkett, 8th Earl of Fingall KP、1759年9月9日 – 1836年7月30日）は、アイルランド貴族。カトリック解放を支持したが、司教任命問題をめぐりダニエル・オコンネルに反対した。1793年までキリーン卿の儀礼称号を使用した。

## 生涯
第7代フィンゴール伯爵アーサー・ジェームズ・プランケットとヘンリエッタ・マリア・ウォラスコット（Henrietta Maria Wollascot、1808年4月12日没、ウィリアム・ウォラスコットの娘）の息子として、1759年9月9日にバークシャーのウーランプトンで生まれ、イングランドとフランス王国で教育を受けた。
1793年8月21日に父が死去すると、フィンゴール伯爵位を継承した。アイルランド貴族院でカトリック解放を主張したが、1798年アイルランド反乱ではヨーマン部隊を率いて鎮圧にかかり、1798年5月26日のタラ山の戦いでは勝利に大きく貢献した。
反乱が鎮圧された後もカトリック解放運動に関わり、1805年3月、1810年、1811年、1812年、1813年と毎年のようにロンドンで請願を提出した。しかし、「アイルランドにおける司教任命に国の介入を許可する」という譲歩案をめぐってカトリック解放派が分裂、ダニエル・オコンネルは反対、フィンゴール伯爵は賛成した。1815年1月に行われた会議では意見の統一が試みられ、「無条件のカトリック解放を要求する」という動議が提出されたが、フィンゴール伯爵は直ちに退場、1817年までにカトリック解放運動に関与しなくなった。
国王ジョージ4世がアイルランドを訪問したとき、フィンゴール伯爵は1821年7月19日に聖パトリック勲章を授与されたが、聖パトリック勲章のカトリック受章者はフィンゴール伯爵が最初である。また、フィンゴール伯爵は受章時点では聖パトリック騎士団の定員を超えて叙された騎士（extraordinary knights）だったが、1829年10月20日に通常枠の騎士（knight in ordinary）になった。
1831年6月20日、連合王国貴族であるバークシャーにおけるウーランプトン・ロッジのフィンゴール男爵に叙された。
1836年7月30日にダブリン近郊のキングスタウン（現ダン・レアリー）で死去、同名の息子アーサー・ジェームズが爵位を継承した。

## 家族
1785年12月18日、フランシス・ドネラン（Frances Donelan、1766年3月26日 – 1835年1月30日、ジョン・ドネランの娘）と結婚、1男1女をもうけた。
- アーサー・ジェームズ（1791年 – 1869年） - 第9代フィンゴール伯爵
- ハリエット（1871年3月22日没） - 1817年9月11日、ジョン・ジョーンズ（John Jones、1848年4月22日没）と結婚、子供あり